# Honvédelmi Minisztérium
Magyarországon a Honvédelmi Minisztérium (rövidítése: HM) az államvédelmi struktúra egyik minisztériuma. Magyarország külső támadás elleni védelmének szervezését és irányítását végzi. 1848. április 7-e óta létezik. 1920. március 15-e óta a minisztériumot a honvédelmi miniszter irányítja.

## Székháza

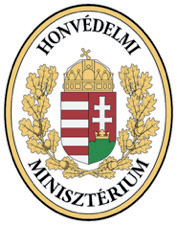
Honvédelmi Minisztérium emblémája grafikai megjelenítése 2021-től

A Honvédelmi Minisztérium központi épülete Budapesten, a Balaton utcánál van (V. kerület, Balaton utca 7-11.), tervezte: Lauber László 1949–1950-ben. 2023 júliusában a miniszter és néhány szervezeti egység a Budai Várba költözött a Hadtörténeti Intézet és Múzeum épületébe (I. kerület, Kapisztrán tér 2–4.), az egykori Nádor-laktanya homlokzatára is felkerült a „Honvédelmi Minisztérium” felirat, (tervezte: Leopold Freiherr von Fürstenwärther-Burgsassen zu Oberbach, 1846–1847).

## Története
Az 1867. évi kiegyezés szellemében a külügyek és a hadügyek irányítására, valamint ezek pénzügyeinek fedezésére egy-egy közös minisztérium alakult. Újonnan szervezték meg az osztrák honvédelmi minisztériumot Bécsben és a magyar királyi Honvédelmi Minisztériumot Budapesten. A törvényi szabályozást a védelemről szóló 1868. évi XL., a Honvédségről alkotott XLI., valamint az önkéntes népfelkelésre vonatkozó XLII. törvénycikkek jelentették. E törvényeket az uralkodó 1868. december 5-én hagyta jóvá. Mindezek egészen 1912-ig alapvetően meghatározták az Osztrák–Magyar Monarchia hadügyeit.
A 20. század elején a honvédelmi miniszter volt a katonai igazgatás vezetésére rendelt felelős kormányhatóság és mint ilyen a magyar felelős kormány tagja. Hatásköréhez tartoztak a honvédség és népfölkelésnek minden miniszteriális ügyein kívül a közös hadseregnek a hadügyminiszter hatóságához nem vont ügyei; így pl. az összes hadkiegészítési ügy, beszállásolási ügy, legénységi nyilvántartás ügye stb., azután a védrendszert illető törvényhozási intézkedések előkészítése. A honvédelmi miniszter hatáskörébe tartozott még a magyar királyi csendőrség személyi- és fegyelmi ügyeinek az intézése is.

### A két világháború között
Az első világháborút követő (nép)köztársaságok idején rövid ideig a „Hadügyminisztérium” név is használatban volt. Utána a királyság alatt a minisztérium a Honvédség legfőbb szervezési és közigazgatási központi hatósága volt. Élén 1920. április 15-étől kezdve – az államfő (kormányzó) által kinevezett – honvédelmi miniszter állt. 
Szervezete a következőkből állt: 
- A) Elnökség (belszervezeti ügyek, sajtóügyek, idegen katonai személyekkel való érintkezés, katolikus ás protestáns tábori püspökségek ügyei).
- B) Katonai főcsoport, a következő alcsoportokkal: 
  - I. Közigazgatási csoport (szervezés, költségvetési, karhatalmi ügyek, elhelyezés, kiegészítés, állománykezelés, képző- és nevelőintézetek, legénységi ügyek, hadigondozás).
  - II. Személyi csoport (tisztek és tisztviselők személyi ügyei).
  - III. Anyagi csoport (élelmezés, gazdászatközigazgatás, illetményügyek, ruházat és felszerelés, fegyverzet, lőszer- ellátás, lópótlás, állategészségügy, gépjármű és kerékpárellátás, lófelszerelés, üzemanyag, laktanyák, lőterek építése, egészségügy, költségvetés).

A katonai főcsoporthoz tartozott még: a légvédelmi csoport (az 1935. évi XII. t.-c. végrehajtásával kapcsolatos ügyek); a honvéd jóléti alap (tisztek és családtagjaik jóléti ügyei, fürdők és üdülők, nyugdíjjárulék alap kezelése). A katonai főcsoporton kívül közvetlen osztályok: kiképzési osztály, katonai büntető igazságszolgáltatás, számvevőség osztályai. A Honvédelmi minisztérium polgári csoportjának ügykörébe tartoztak: a minisztérium polgári alkalmazottjai ügyei, törvényelőkészítés, jogi és nemzetközi jogi kérdések, elbocsátások és felmentések, beszállásolások, hadiszolgáltatások, állampolgársági kérdések, családi segélyek.

### A rendszerváltás óta
A Honvédelmi Minisztériumot az ötödik Orbán-kormány idején, 2022 májusától Szalay-Bobrovniczky Kristóf honvédelmi miniszter vezeti. Az egyes szakterületek élén államtitkárok, illetve helyettes államtitkárok állnak. A kormány ekkortól a korábban az Emberi Erőforrások Minisztériuma alá tartozó sportért felelős államtitkárságot a honvédelmi tárcához rendelte, dr. Schmidt Ádám vezetésével.

## Feladatok és célok
A Kormány tagjainak feladat- és hatáskörét a 182/2022. (V. 24.) Korm. rendelet (Statútum rendelet) határozza meg, amely szerint a honvédelmi miniszter a honvédelemért, a védelmi és biztonsági feladatokhoz kapcsolódó központi beszerzésekért, védelmi fejlesztésekért, sportpolitikáért, sportlétesítmény-fejlesztésért és gazdálkodásért, kiemelt nemzetközi sport- és sportdiplomáciai események rendezéséért felel. (10.: 112–118.§)
A Honvédelmi Minisztérium feladatrendszere kiterjed a szervezeteinek (ideértve a Magyar Honvédség katonai szervezeteit is) Alaptörvényben, jogszabályokban, közjogi szervezetszabályzó eszközökben, valamint belső rendelkezésekben rögzített valamennyi feladatára, így különösen az alábbi alapfeladatokra.
Alapfeladatok
- honvédelem, Magyarország függetlenségének, területi épségének és határainak katonai védelme;
- a nemzetközi szerződésből eredő közös védelmi és békefenntartó feladatok ellátása;
- a katasztrófák megelőzésében, következményeik elhárításában és felszámolásában való részvétel;
- a tömeges bevándorlás okozta válsághelyzet kezelésében történő részvétel;
- a nemzetközi jog szabályaival összhangban humanitárius tevékenység végzése;
- speciális – katonai – nemzetbiztonsági feladatok végrehajtása;
- a honvéd egészségügyi rendszer működőképességének fenntartása;
- a Magyar Honvédség Egészségügyi Központ (MH EK) viszonylatában az igényjogosultak egészségügyi biztosítása, a területi, fővárosi ellátási kötelezettségnek történő megfelelés;
- a honvédelem közgyűjteményi, könyvtári, levéltári, irattári, térképtári és főképp a múzeumi tevékenység biztosítása;
- a katonai emlékhely- és hadisírgondozással kapcsolatos feladatok, a hagyományőrzés, a katonai hitéleti és kegyeleti tevékenység feladatai;
- köznevelési feladatok ellátása a hazafias, honvédelmi nevelés módszertani központjaként kijelölt intézmény tekintetében;
- az önkéntes vállaláson alapuló honvédelmi feladatokra való felkészülés biztosítása, a honvédelmi nevelés keretein belül is;

valamint mindezen feladatok ellátását lehetővé tévő tevékenységek, így különösen a hatósági, közigazgatási, honvédelmi igazgatási, jogi, gazdálkodási, fejlesztési, üzemeltetési és toborzással összefüggő feladatok ellátása és az Önkéntes Tartalékos Rendszer (ÖTR) működtetése is.
Célok
A minisztériummal szemben elvárás, hogy az alapfeladatainak maradéktalan ellátása mellett legyen képes az Magyar Honvédség (MH) teljes megújítására, a haderő XXI. századi színvonalra emelésére, tekintettel a határainkhoz közel fennálló elhúzódó háborús helyzetre is.
- a Zrínyi Honvédelmi és Haderőfejlesztési Program (Zrínyi HHP) keretén belül a MH több évtizedes képességhiányainak ütemezett felszámolása;
- jól képzett, a XXI. századi kihívások szakszerű kezelésére megfelelően felkészített személyi állomány kialakítása;
- a magasan képzett szakállomány munkavégzéséhez megfelelő körülmények megteremtése, a katonák méltó elhelyezési-, és munkakörülményeinek kialakítása, a felszerelésük kor követelményeinek megfelelő szintre hozása (modern, hatékony, korszerű egyéni felszerelés és haditechnikai eszközök beszerzése);
- az utánpótlás folyamatos biztosítása: a fiatalok megszólítása, toborzása és pályán tartása, a honvédelmi nevelés szerepének és az állampolgároknak a haza védelmében való részvételének növelése;
- a katonák társadalomban elfoglalt helyének és szerepének, elismertségének, társadalmi támogatottságának további erősítése;
- a hazafias, honvédelmi nevelés fejlesztése (Honvéd Kadét Program, katonai középiskolák és kollégiumok létrehozása), a Honvédelmi Sportszövetség és a civil szervezetek támogatása, az elesett bajtársak és hősök emlékének ápolása, a hozzátartozóikról és a nyugállományú katonákról való gondoskodás;
- a minisztérium sport ágazati projektjeivel, szakpolitikai eszközeivel valósítsa meg Magyarország stratégiai sport célkitűzését: az ország „sportnemzet és egyúttal sportoló nemzet” is legyen (a sport stratégiai szerepének érvényesítése, a nemzet egészségi állapotának és kulturális összetartozásának erősítése, a tradicionálisan jó magyar szereplések szinten tartása, illetve az eredményesség fokozása);
- az ÖTR fejlesztése, átalakítása: a korszerű, jelenkori biztonsági kihívásoknak és kockázatoknak megfelelni tudó, a Honvédséget békében és különleges jogrendben is támogatni képes önkéntes tartalékos haderő kiépítése;
- a NATO részére felajánlott képességek biztosítása, a nemzetközi válságkezelésben, humanitárius műveletekben, a nemzetközi béke és biztonság fenntartásában történő közreműködés;
- az ország külső ipari kitettségének csökkentése és a haderő ellátásbiztonságának növelése: a hazai védelmi ipar minél szélesebb körű, átgondolt bevonása, fejlesztése, és képességeinek lehetőség szerinti bővítése, ezek gazdaságélénkítő és munkahelyteremtő hatásainak kihasználása.

## Közlöny
A Honvédelmi közlöny a Honvédelmi Minisztérium hivatalos lapja (HM Jogi és Információvédelmi Főosztály, ISSN 1218-0378), rendszertelenül megjelenő időszaki kiadvány. Online változata (133. évfolyam, 1. szám) 2006. január 13-tól jelenik meg.